# Планинска дугоноса веверица
Планинска дугоноса веверица (лат. Hyosciurus heinrichi, енгл. Montane long-nosed squirrel) је сисар из реда глодара (Rodentia) и породице веверица (Sciuridae).

## Распрострањење
Ареал врсте је ограничен на централни део острва Сулавеси у Индонезији, које је једино познато природно станиште врсте.

## Станиште
Станишта врсте су шуме и планине.

## Угроженост
Ова врста није угрожена, и наведена је као последња брига јер има широко распрострањење.